# St. Maria Magdalena (Winterscheid)

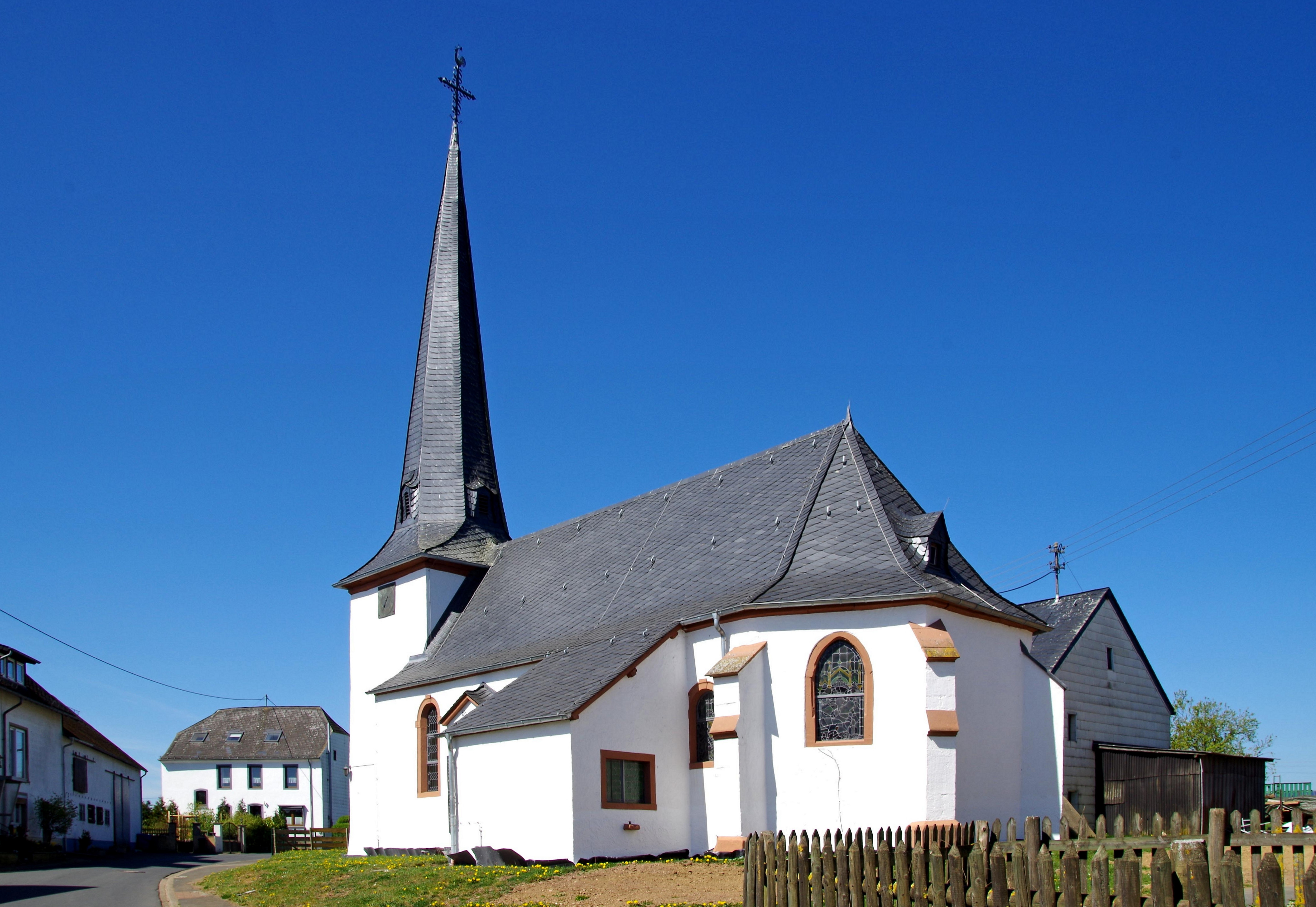
St. Maria Magdalena (Winterscheid)

Die Kapelle St. Maria Magdalena ist die römisch-katholische Filialkirche in Winterscheid im Eifelkreis Bitburg-Prüm in Rheinland-Pfalz. Die Kirche gehört zur Pfarrei Bleialf in der Pfarreiengemeinschaft Bleialf im Dekanat St. Willibrord Westeifel im Bistum Trier.

## Geschichte

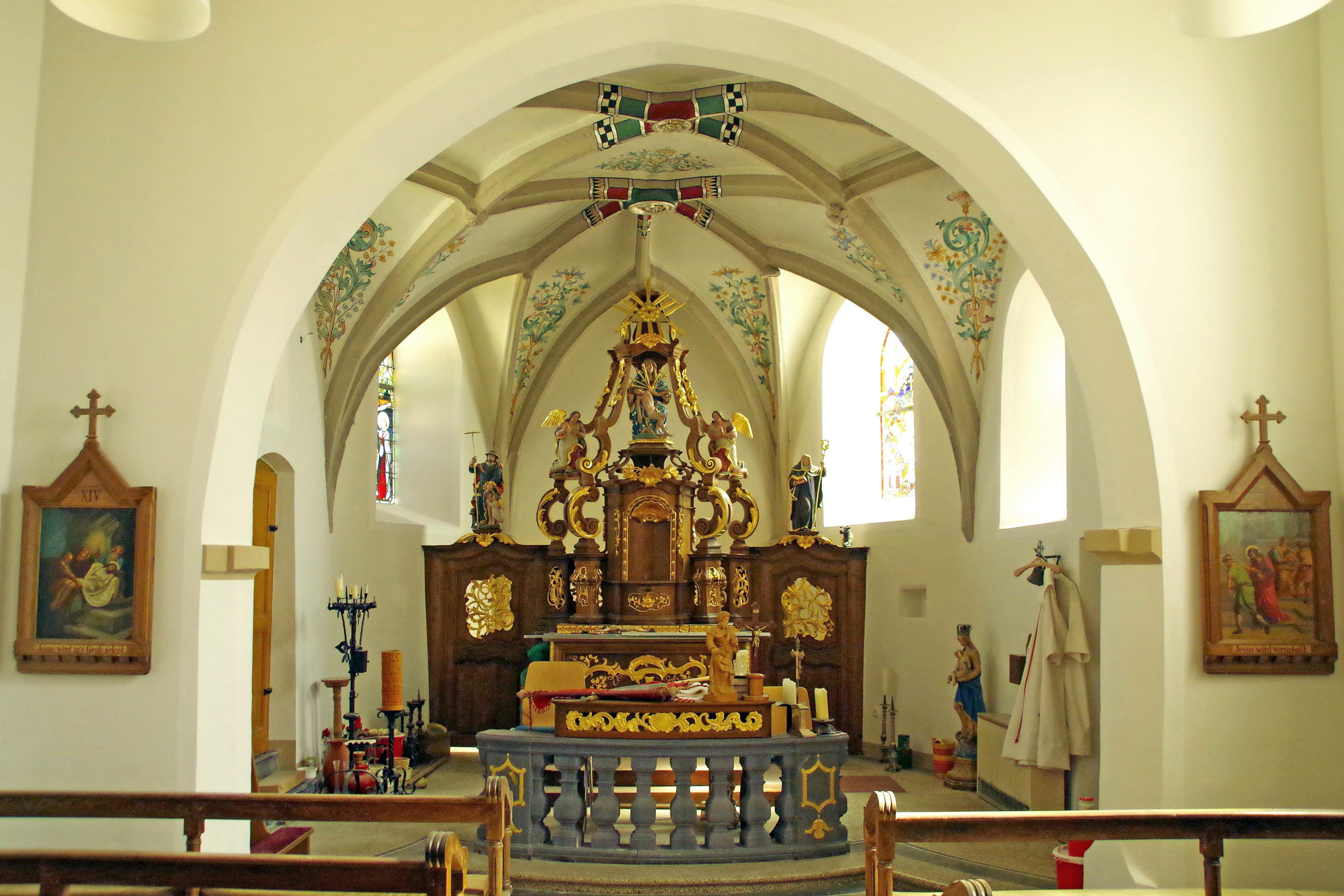
St. Maria Magdalena (Winterscheid)

Der Kirchenbau stammt von 1612 (oder früher) und erlebte mehrere Renovierungen, namentlich 1847. Es handelt sich um einen einschiffigen Saalbau mit Chorabschluss. Der Chor hat ein Netzgewölbe, das Schiff ist flachgedeckt, mit Empore. Die Kapelle ist von einer mannshohen Friedhofsmauer umgeben. Sie ist zu Ehren der heiligen Maria Magdalena geweiht.

## Ausstattung
Der barocke Hauptaltar ist ein Volutenbau mit Sockeln. Unter einem von Engeln gestützten Baldachin befindet sich eine Pietà mit der von sieben Schwertern durchbohrten Mater Dolorosa. Auf den Türstürzen der seitlichen Altarwände stehen die Figuren der heiligen Rochus von Montpellier und Brigitte (Nebenpatronin). Die sechs Kirchenfenster zeigen die Darstellung Jesu im Tempel, die Flucht nach Ägypten, den zwölfjährigen Jesus unter den Schriftgelehrten, den kreuztragenden Jesus, die Kreuzigungsgruppe und die Kreuzabnahme.